# یناکییف
یناکییف (به اوکراینی: Єна́кієве) شهری در استان دونتسک در کشور اوکراین قرار دارد. جمعیت این شهر ۷۷,۰۵۳ نفر (۲۰۲۱ تخمینی) است.